# Ватнсдальсфьятль
Ватнсдальсфьятль (исл. Vatnsdalsfjall) — гора вулканического происхождения на северо-западе Исландии в регионе Нордюрланд-Вестра.
В переводе с исландского языка название означает гора озерной долины: к западу от горы в долине Ватнсдалюр находится озеро.
Исландию пересекает активная рифтовая зона, связанная с континентальным сдвигом в области Срединно-Атлантического хребта. Рифт не всегда находился в данном месте, а в определенный промежуток времени сместился в область над горячей точкой Исландии.
Возраст горных пород (в основном, базальт) составляет 7 млн лет. Некоторая часть базальта приняла форму лавовых колонн. Помимо базальта в состав горных пород входят риолит и песчаник.
Гора подвержена сильной эрозии. Из-за мощных оползней у подножия горы образовалась группа холмов Ватнсдальхоулар. Во время Ледникового периода поверхность горы была изрезана движущимся ледником. Сильные проливные дожди усилили действие эрозии.
Наиболее разрушительные оползни произошли в 1545 году и 1720 г. Первый из них разрушил ферму Skiðastaðir í Vatnsdal и стал причиной гибели 14 человек. Другие крупные оползни, приведшие к разрушению поселений, произошли, предположительно, в 1390 году и 1811 г.